# Szabó Lajos (színművész, 1932–1988)
Szabó Lajos (Marosvásárhely, 1932. február 2. – Nagyvárad, 1988. július 24.) romániai magyar színész.

## Élete
Eredetileg díszletmunkás volt. Tehetségére Szabó Ernő figyelt fel. 1956-ban a marosvásárhelyi Szentgyörgyi István Színművészeti Intézetben végzett.
1962-ig a Temesvári Állami Magyar Színház művésze volt. Onnan Kolozsvárra szerződött, majd 1969-ben visszament Temesvárra. A felesége Kakassy Ágnes (1941–1987) színésznő volt.
1971-ben Nagyváradra költözött, és haláláig a színház magyar tagozatának színésze.
Szerepelt – többek között – a Forró vizet a kopaszra! (1972), a Veri az ördög a feleségét (1977) és a Köszönöm, megvagyunk (1981) című filmekben.

## Színpadi szerepeiből
- Aesopus (Figueiredo: A róka meg a szőlő)
- Ezredes (Nelu Ionescu: A toronyszoba titka)
- Princ (Méhes György: Duplakanyar)
- Bábjátékos; Eszkimó; Crispos; Sansculotte (Madách Imre: Az ember tragédiája)
- Őr (Maróti Lajos: Az utolsó utáni éjszaka)
- Kocsis Sándor (Károly Sándor: Égből pottyant vendég)
- Davies (Harold Pinter: A gondnok)
- Švejk (Hašek–Burian: Švejk)
- Csörgheő Csuli (Móricz Zsigmond: Úri muri)
- Szellemfi (Szigligeti Ede: Liliomfi)
- Szentesi Nagy István (Szigligeti Ede: A lelenc)
- Bimbi, pesti vagány (Csurka István: Az idő vasfoga)
- Paál Károly (Csurka István: Döglött aknák)
- A házmester (Csurka István: Szájhős)
- Rendező (Csurka István: Eredeti helyszín)
- Augustin Ferraillon (Georges Feydeau: Bolha a fülbe)
- Első bíró (Tamási Áron: Ősvigasztalás)
- Garamvölgyi Ádám (Jókai Mór: Az új földesúr)
- Aromo Lázár Ervin: A hétfejû tündér)
- Zürcsev (Valentyin Petrovics Katajev: Bolondos vasárnap)
- Tigris Brown (Bertolt Brecht: Koldusopera)
- Jamie Cregan (Eugene O’Neill: Egy igazi úr)
- Dr. Buchanan (Tennessee Williams: Nyár és füst)
- Bocca Libero (Aldo Nicolaj: Hárman a padon)
- A seriff (N. R. Nash: Az esőhozó ember)

## Filmográfia
- Fele királyságom – Igazgató (1989)
- Vakvilágban – Guszti (1987)
- Mennyei seregek (1983)
- Megáll az idő (1982)
- Szívzűr (1982) – Soltész
- Köszönöm, megvagyunk – Béla bácsi (1981)
- Koportos – A fuvaros (1980)
- Vasárnapi szülők – Juli apja (1980)
- Ajándék ez a nap – Hevesi (1979)
- A kedves szomszéd – Okolicsni Feri bácsi (1979)
- Veri az ördög a feleségét – Kajtár (1977)
- Holnap lesz fácán – Úszóedző (1974)
- Makra – Magdus apja (1974)
- Szabad lélegzet – Molnár (1973)
- Forró vizet a kopaszra! – Sajtár Dezső (1972)
- Jelenidő – Görbe (1972)